# Монро (Небраска)
Монро (енгл. Monroe) град је у америчкој савезној држави Небраска.

## Демографија
По попису из 2010. године број становника је 284, што је 23 (-7,5%) становника мање него 2000. године.
| Група             | 2000.       | 2010.       |
| Белци             | 302 (98,4%) | 272 (95,8%) |
| Афроамериканци    | 0 (0,0%)    | 1 (0,4%)    |
| Азијати           | 0 (0,0%)    | 1 (0,4%)    |
| Хиспаноамериканци | 5 (1,6%)    | 11 (3,9%)   |
| Укупно            | 307         | 284         |